# علاج مشترك
العلاج المشترك أو العلاج المزدوج المتعدد هو نوع من العلاج النفسي يتم مع وجود أكثر من معالج واحد. يُطبق هذا النوع من العلاج بشكل خاص على العلاج المزدوج. يعد كارل ويتاكر وفرجينيا ساتير من مؤسسي العلاج المشترك. يرجع فكرة العلاج المشترك إلى أوائل القرن العشرين في فيينا، حيث بدأت ممارسات التحليل النفسي. أطلق عليه ألفريد أدلر اسم «العلاج المتعدد»، وجرى تقديمه لاحقًا بشكل منفصل باسم «العلاج المشترك» في الأربعينيات. بدأ العلاج المشترك مع معالجين بقدرات مختلفة، أحدهما يتعلم من الآخر بشكل أساسي، ويوفر الفرصة لسماع التعليقات حول عملهما.

## مزايا العلاج المشترك

### نظام دعم نشط
جرت مناقشة العلاج المشترك مؤخرًا بشكل أكثر شمولاً، وجرى تحليل جوانبه المفيدة. يقترح الباحثون، وهم باورز وجورون، أن العلاج المشترك يوفر لكل معالج «نظام دعم» لدى شريكه. هذا يسمح بالتواصل المناسب والقدرة على الاتكاء على بعضنا البعض «في مواجهة قوة المجموعة».
يدعم باورز وجورون باحثون آخرون في هذا الجانب من العلاج المشترك. يقترح اكسل راسل وليلى راسل أيضًا أن كلا المعالجين مصدر دعم للآخر.
يمكن أن يحدث هذا في حالة العملاء (سواء كانوا فرديين أو أزواجًا أو عائلات) الذين يعبرون عن أنظمة وهمية أو جوانب من السيكوباتية التي قد يكون من الصعب التعامل معها بمفردهم. يعد التصميم العلاجي المشترك أكثر فائدة في هذه المواقف، إذ يعمل المعالجون بموضوعية في مساعدة بعضهم بعضًا. يسلط هذا الموقف الضوء على ميزة إضافية لمقدار الاستنزاف العاطفي الذي يعانيه كل معالج على حدة. يجري دعم كلا المعالجين - في حالة غياب أحدهما، سيكون هناك دائمًا شخص متاح لجمع المعلومات ومتابعة الجلسات.

#### نموذج تعليمي
بالإضافة إلى ذلك، يقترح الباحثون أن علاقة العلاج المشترك مفيدة كنموذج تعليمي. فقد اقترح سيفيدني وكلين ثلاثة نماذج لتعليم العلاج المشترك. تضمنت هذه التصميمات الثلاثة مستويات مختلفة من المهارة في كل معالج، على سبيل المثال: الحالة الأولى، وجود معالج واحد من ذوي الخبرة وواحد لا يتمتع بالخبرة؛ الحالة الثانية، وجود اثنين من المعالجين عديمي الخبرة؛ والحالة الثالثة، بمشاركة معالجين من ذوي الخبرة.
قيل إن جميع النماذج كانت مفيدة، وأنها وفرت جميعها المزايا التعليمية، مثل اكتساب معالج عديم الخبرة الثقة بينما يكون جنبًا إلى جنب مع شخص يتمتع بخبرة أكبر، وفي نموذج عديم الخبرة، تقل احتمالية قيام المعالج بإلغاء الجلسة بشكل كبير. علاوة على ذلك، يمكن لعلاقة المعالج المساعد «تعويض نقاط الضعف الفردية»، مما يعني أنه يمكن استخلاص استنتاجات أكثر تقريبًا من جلسات العلاج، فقد أظهرت الأبحاث أن العلاقات العلاجية المشتركة توفر رؤية أكبر لتحليل العميل. يضيف إكسل راسل وليلى راسل إلى هذه الفكرة من خلال الإشارة إلى أن العلاقات العلاجية المشتركة يمكن أن تكون ذات قيمة في مجال التعليم من أجل «نموذج يحتذى به من الناحية التعليمية»، مما يشير إلى أنه من المفيد للغاية للمعالج الذي يفتقر إلى الخبرة أن يتعلم في بيئة مشتركة.

##### قدوة محترمة
على الرغم من أن المعالجين يمكن أن يعدوا نموذجًا يحتذى به لبعضهم البعض، فإنهم يعملون في الوقت نفسه كأمثلة للممارسات الجيدة للعملاء أنفسهم. اقترح الباحثان بيك وشرودر أن المعالجين المشاركين يمكن أن يعملوا كقوى بديلة عند الضرورة. على سبيل المثال، غياب الاباء. هذا من شأنه أن يفيد العملاء بشكل كبير إذ يمكنهم التواصل مع المواقف التي أنشأها المعالجون واكتشاف طرق صحية للتفاعل والمعالجة. عزز باورز وجورون ذلك من خلال الإشارة إلى أن العلاقة الصحية بين المعالجين والمشاركين يمكن أن تكون بمثابة نموزج فعال للمرضى. هذا مفيد للغاية في حالات مثل علاج الأزواج، على سبيل المثال. يجب أن يكون المعالجون أيضًا على دراية بمفهوم أنهم يخضعون للمراقبة المستمرة ويتصرفون وفقًا لذلك. وصفت ناتالي شاييس هذا الموقف بأنه «افعل ما أخبرك به، لا كما أفعل»، مما يشير إلى أن العملاء بحاجة أيضًا إلى أن يكونوا على دراية بالتمثيل غير الكامل الذي يمكن أن يحدث، مشيرة إلى أنه يجب عليهم نسخ ما يقال، بدلاً مما يرونه.

## مساوئ العلاج المشترك
على الرغم من وجود مزايا لهذا النوع من العلاج، فقد اكتُشفت أيضًا عيوب العلاج المشترك والقضايا التي قد تنشأ لكل من العملاء والمعالجين. يمكن أن تؤثر المخاطر على العملاء والمعالجين وأزواج المعالجين على حد سواء. وصف فابريزيو نابوليتاني العلاج المشترك بأنه لا يفتقر فحسب إلى المزايا، بل وليس خاليًا من المخاطر. تتزايد الحاجة إلى المعالجين باستمرار، إذ يقترح البعض أن استخدام اثنين من المعالجين عندما لا يكون ذلك ضروريًا للغاية يعد إهدارًا للموارد ويزيد من تكلفة توفير العلاج.
من غير المرجح أن يجري إقران المعالجين بعناية، وعادة ما يوضعوا معًا بشكل عشوائي. مما قد يؤدي إلى زيادة احتمالية حدوث توتر في أثناء الجلسات، ويمكن أن يخلق منافسة غير ضرورية. بدلاً من ذلك، إذا شكل المعالجون علاقة ودية، فهناك أيضًا خطر تحويل انتباههم عن العميل، مما يؤدي إلى تأثير سلبي على الجلسة التي يتعرض فيها علاج المريض للخطر.

### تورط الزوج
إن مشاركة الزوجين هو موضوع نوقش على نطاق واسع في العلاج المشترك. وهو يشير إلى كل من زوج المعالج أو علاقة العلاج المشترك التي تتكون من الأزواج أنفسهم. يمكن أن تنشأ العديد من المشكلات، على سبيل المثال، الغيرة من علاقة طرف ثالث. اقترح ديكس ودان أن التلصص كان جزءًا معقدًا من العلاج المشترك، إذ يكتسب المعالج الانجذاب الجنسي لشريكه نتيجة التنافس في التشخيص. يقدم باورز وجورون مزيدًا من التفاصيل حول هذه القضية، ويصفان كيف قد يختلف المعالج وزوجته حول مقدار الوقت الذي يقضيه الشخص مع المعالج المساعد، وكيف يمكن أن يشعر الزوج بعدم الأمان حيال هذا الأمر لأنه يشعر أنه ليس له أهمية قصوى. يُطلب من المعالجين المعاونين قضاء الكثير من الوقت معًا خارج جلسات العلاج لمناقشة تشخيصات وتحليلات المرضى والتي، على الرغم من رؤيتها بمعنى ما على أنها ميزة، يمكن أن تسبب مشاكل في العلاقات الشخصية للمعالجين أنفسهم.